# Katholikentagsbahnhof

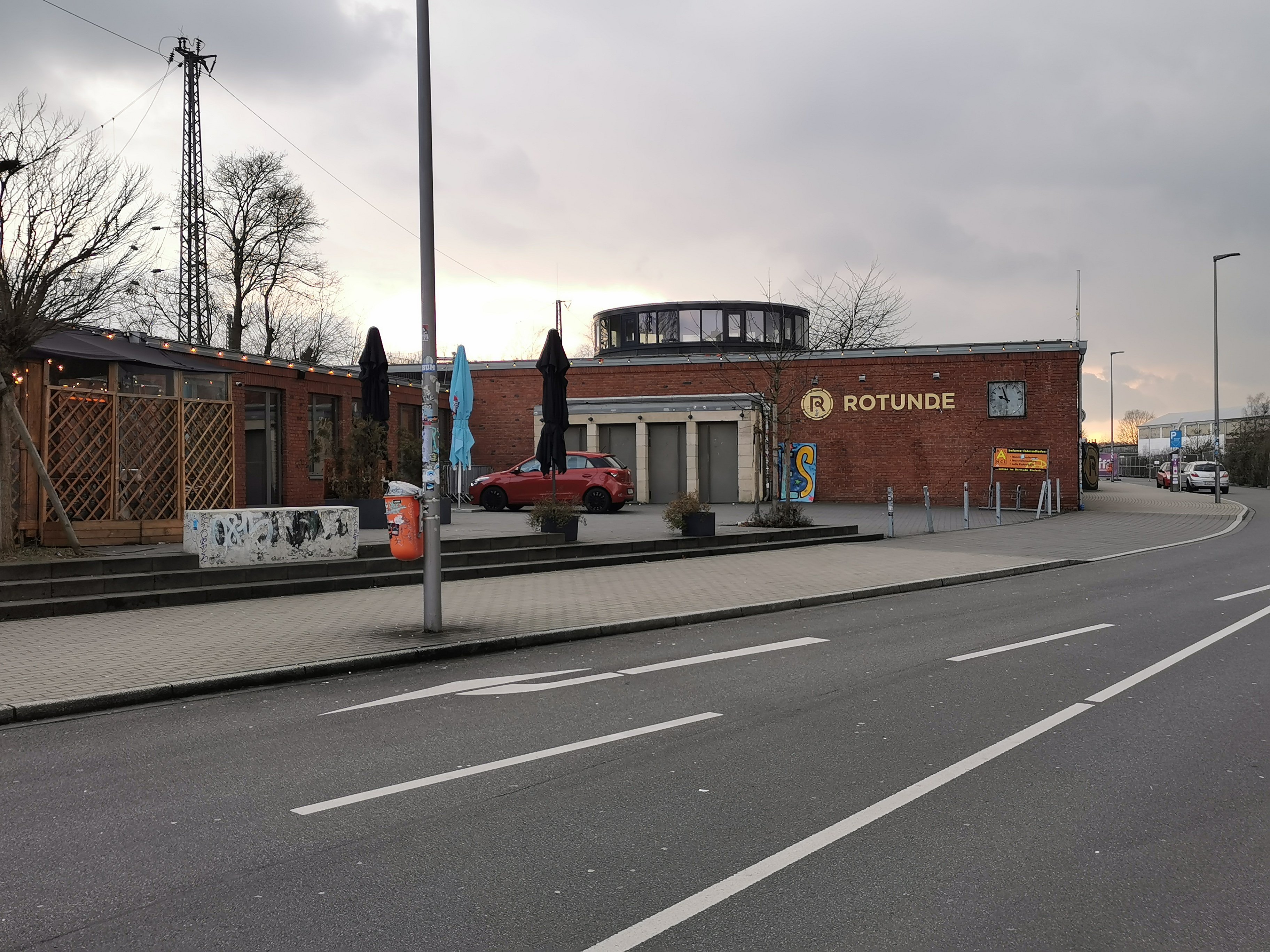
Die Rotunde, 2023

Der Katholikentagsbahnhof ist ein ehemaliges Bahnhofsgebäude in Bochum-Mitte, das nach der Zerstörung des alten Bochumer Hauptbahnhofes im Zweiten Weltkrieg ab 1949, anlässlich des 73. Katholikentages, erstellt wurde. Es diente bis zur Fertigstellung des neuen Bochumer Hauptbahnhofs. Danach war es als Bahn-Schulungsstätte genutzt. Seit 2010 wird das Gebäude vom Unternehmer Leonardo Bauer mit als Kulturtreff Rotunde genutzt.

## Lage und Architektur
Es befindet sich an der Hauptstrecke Essen–Dortmund zwischen dem 1996 stillgelegten westlichen Abzweig der Strecke nach Herne und dem 1979 eröffneten Abzweig in östlicher Richtung. In der Nachkriegszeit dienten Gelände und Empfangsgebäude bis 1957 als Hauptbahnhof.
Das Gebäude wurde als schlichter Flachbau aus Backstein in typischer Architektur der frühen Nachkriegsmoderne errichtet. Der Eingangs-Vorbau wurde aus Naturstein hergestellt, eine Rotunde dient als Oberlicht über der Empfangshalle.

## Geschichte

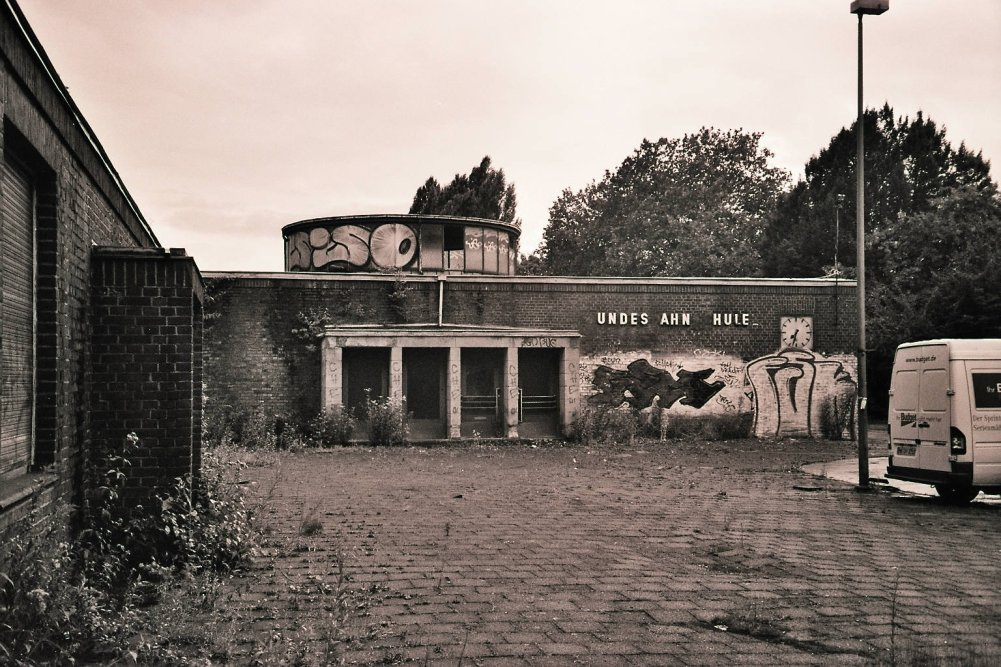
Verfallener Katholikentagsbahnhof, 2005

Seine Bewährungsprobe hatte der Bahnhof beim 73. Deutschen Katholikentag vom 31. August bis 4. September 1949, der ersten Großveranstaltung in Bochum nach dem Zweiten Weltkrieg. Etwa 500.000 Besucher reisten an, davon die meisten mit dem Zug. Allein dort kamen damals 75 Sonderzüge mit Gästen an.
Nach Fertigstellung des neuen Bochumer Hauptbahnhofs etwas weiter östlich wurde das Gebäude von 1957 bis etwa 1994 von der Deutschen Bundesbahn als Schulungsstätte benutzt und war anschließend dem Verfall preisgegeben. 2001 wurde das Gebäude unter Denkmalschutz gestellt.

## „Rotunde“
2010 wurde der Bau auf Initiative von Frank Goosen und Leonardo Bauer als verantwortlichem Bauherrn und Impresario zur Kulturspielstätte Rotunde ausgebaut. Durch mangelhafte Anbindung an die großen Straßen im Bermuda3eck funktionierte der Spielbetrieb nicht auf Anhieb. 2017 erfolgte die Neueröffnung mit angrenzendem Restaurant sowie Bühnenspielstätte mit kreisrundem Oberlicht. Hier finden unter anderem Festivals, Kabarett, Theater, Kunstausstellungen, Lesungen und Konzerte statt.